# Balinka
Balinka (německy Balliner Bach) je říčka v okresech Jihlava a Žďár nad Sázavou, pravý přítok Oslavy ve Velkém Meziříčí. Je 31,1 km dlouhá. Povodí má rozlohu 178,6 km². V okolí Měřína se jí říká Měřínský potok a níže i Zhorský potok nebo též Křivý.

## Průběh toku
Balinka vzniká spojením několika potoků severozápadně od Měřína, z nichž nejdelší pramení severovýchodně od Arnolce na Českomoravské vrchovině.
Protéká obcemi Uhřínov, Baliny a dále teče přes Balinské údolí. Do Velkého Meziříčí přitéká z jihozápadu. Protéká kolem koupaliště a následně se po 1000 m vlévá do řeky Oslavy jako její vůbec největší přítok. Překonává četné jezy a peřeje.

### Větší přítoky
- levé – Křivý potok, Blízkovský potok, Lavičský potok
- pravé – Nadějovský potok, Tříhranný potok, Žďárka, Pohořílský potok, Svatoslavský potok

## Vodní režim
Řeka způsobuje zejména v jarních obdobích problémy s povodněmi. Zřejmě největší povodeň zde ve Velkém Meziříčí způsobila v roce 1985 v květnu. Voda z řeky zatopila náměstí a několik vedlejších a jednu hlavní silnici. Na říčce se také měří průtok každou hodinu. Průměrný roční průtok činí 0,9 m³/s.
Hlásný profil:
| místo  | říční km | plocha povodí | průměrný průtok (Qa) | stoletá voda (Q100) |
| ------ | -------- | ------------- | -------------------- | ------------------- |
| Baliny | 6,97     | 166,28 km²    | 0,775 m³/s           | 100 m³/s            |

N-leté průtoky ve stanici Baliny:
| N-leté průtoky | Q1   | Q5   | Q10  | Q50 | Q100 |
| -------------- | ---- | ---- | ---- | --- | ---- |
| Q [m³/s]       | 12,6 | 27,9 | 38,8 | 77  | 100  |

## Využití
Balinka je vodohospodářsky významný tok. Pro vodáky je sjízdných 19 km toku. Na řece leží města a obce Uhřínov, Baliny, Velké Meziříčí. Řeka je velice čistá a vhodná ke koupání, například v Balinském údolí. Spodní část řeky je vyhlášena jako přírodní park Balinské údolí.

## Další fotografie

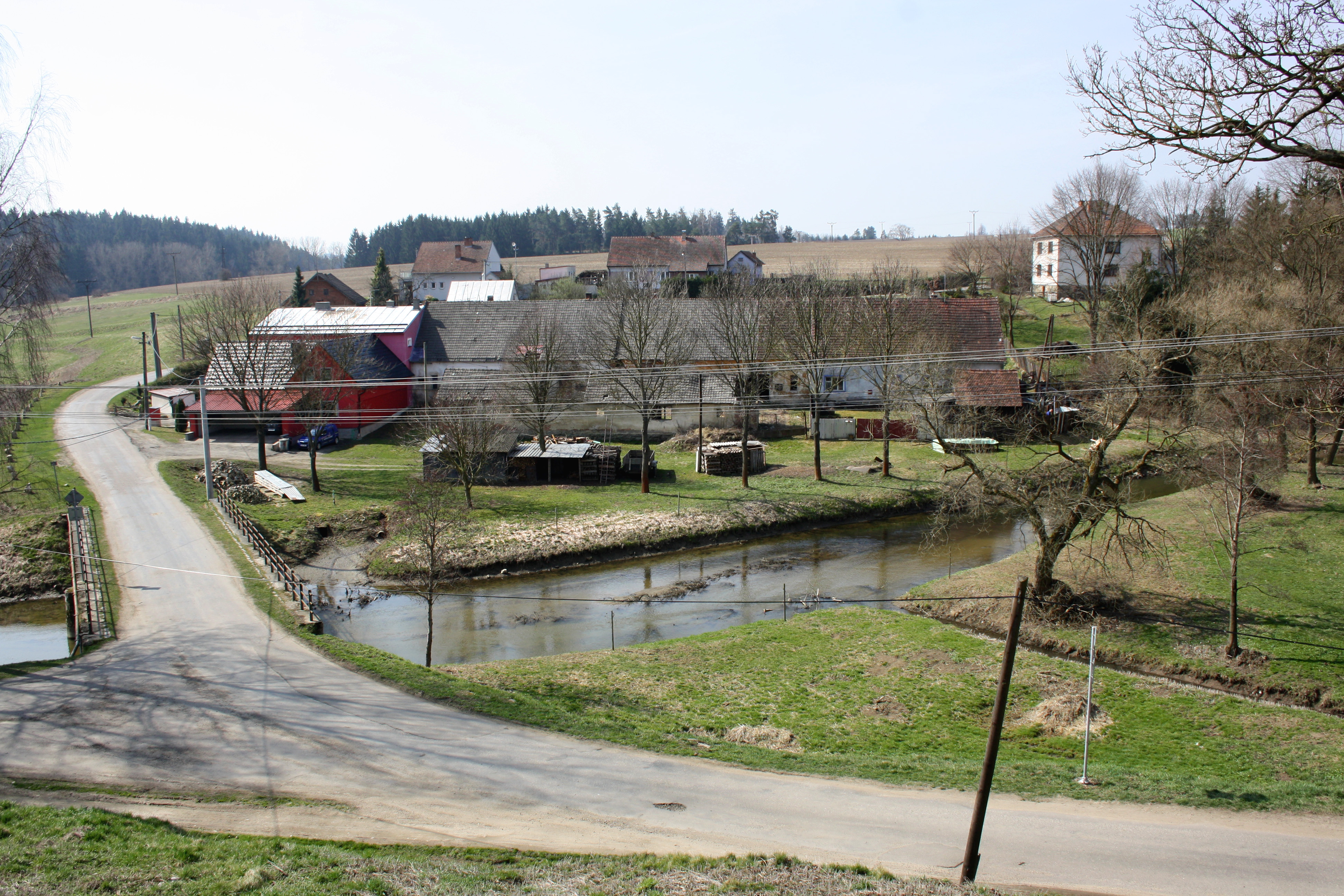
Ve Stránecké Zhoři
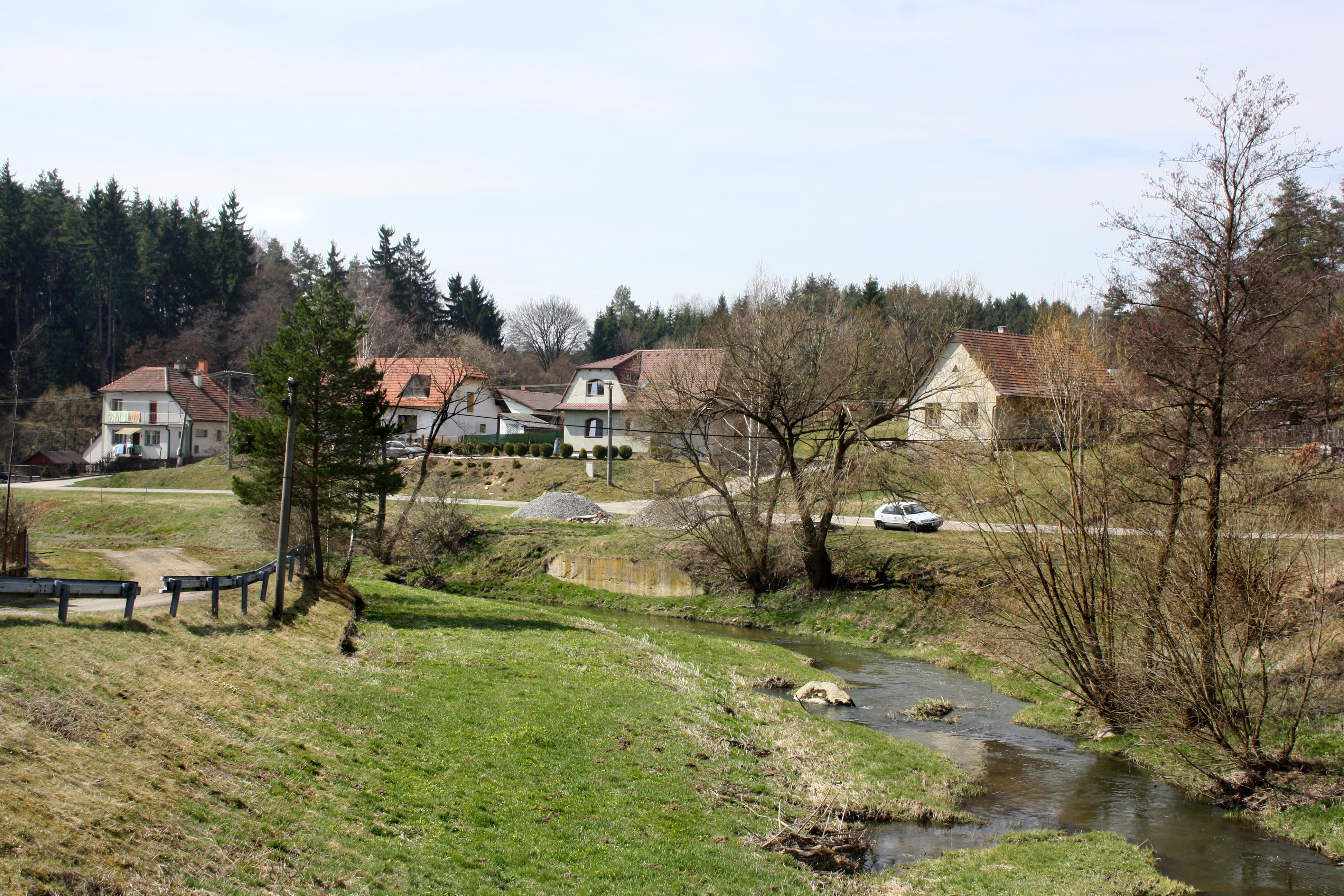
V Uhřínově
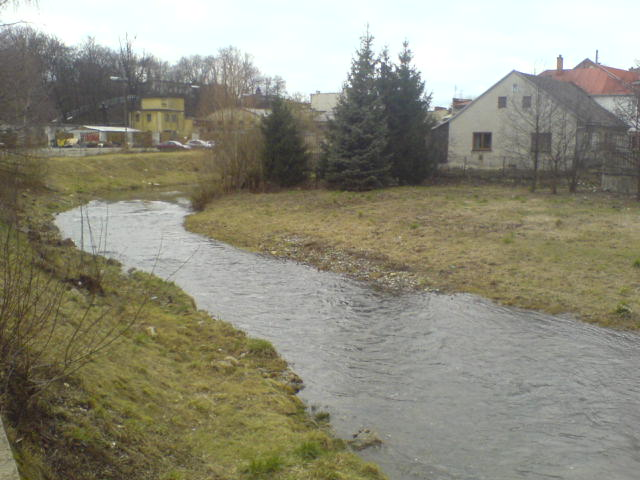
Ve Velkém Meziříčí